# Split Enz

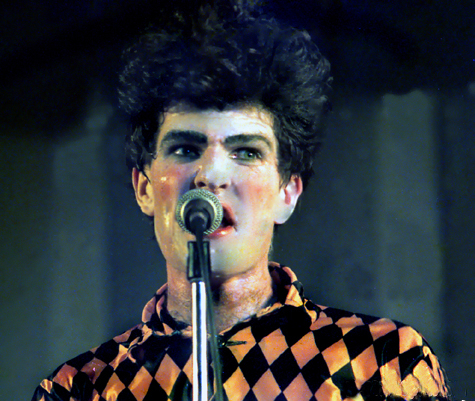
Tim Finn beim Nambassa – Festival 1979

Split Enz war eine erfolgreiche Band aus Neuseeland um die Brüder Tim Finn und Neil Finn. Musikalisch vielseitig umfasst ihr Stil Art Rock, Vaudeville, Swing, Punk, Rock, New Wave und Pop.

## Werdegang
Die Band wurde 1971 von Tim Finn (Gesang, Keyboard, Rhythmusgitarre) und Phil Judd (Leadgitarre, Mandoline) an der Aucklander Universität gegründet; außer ihnen waren Eddie Rayner (E-Bass), Robert Gillies (Saxofon), Miles Golding (Violine) und Noel Crombie (Schlagzeug, Perkussion) in der Band. Zum Zeitpunkt ihrer ersten Singles noch unter dem Namen Split Ends bekannt, änderten sie diesen vor ihrer ersten kleinen Tour durch Australien in Split Enz, um ihre kulturelle Herkunft zu betonen ("NZ" ist die gängige Abkürzung für "New Zealand"). Aufsehen erregte die Truppe zunächst durch ihre exzentrischen Bühnen- und Kostümdesigns, für die Crombie die Verantwortung trug.
Die Karriere der Band lässt sich in zwei Phasen teilen: zwischen 1972 und etwa 1978 sind die Einflüsse des Progressive Rock am deutlichsten spürbar, den die Band mit Elementen aus Folk, Vaudeville und Swing vermischte. Als 1977 Judd die Band verließ, führte Tim Finn den Stil in Richtung Punk-Rock; als sein jüngerer Bruder Neil als zweiter Gitarrist zur Band stieß, wandelte sich der Stil in Richtung New Wave mit Popeinflüssen. Dieser Stilschwenk führte zur kommerziell erfolgreichsten Phase der Band. 1983 verließ Tim die Band.
Seit dem Split Ende 1984 hat sich die Band mehrere Male wiedervereinigt, um Konzerte zu geben, obwohl ihre Mitglieder sich auch in anderen Formationen musikalisch zu Wort meldeten – als Crowded House, Schnell Fenster, Citizen Band und als Finn Brothers. 2005 wurde die Band mit der Aufnahme in die ARIA Hall of Fame geehrt.

## Diskografie

### Alben
| Jahr | Titel                                                          | Höchstplatzierung, Gesamtwochen, AuszeichnungChartplatzierungen (Jahr, Titel, Platzierungen, Wochen, Auszeichnungen, Anmerkungen) | Höchstplatzierung, Gesamtwochen, AuszeichnungChartplatzierungen (Jahr, Titel, Platzierungen, Wochen, Auszeichnungen, Anmerkungen) | Höchstplatzierung, Gesamtwochen, AuszeichnungChartplatzierungen (Jahr, Titel, Platzierungen, Wochen, Auszeichnungen, Anmerkungen) | Anmerkungen                             |
| Jahr | Titel                                                          | NZ | UK | US | Anmerkungen                             |
| ---- | -------------------------------------------------------------- | --- | --- | --- | --------------------------------------- |
| 1975 | Mental Notes                                                   | NZ7 (18 Wo.)NZ | — | — | Erstveröffentlichung: 7. August 1975    |
| 1976 | Second Thoughts                                                | NZ18 (8 Wo.)NZ | — | — | Erstveröffentlichung: 16. August 1976   |
| 1977 | Dizrythmia                                                     | NZ3 Gold · (12 Wo.)NZ | — | — |                                         |
| 1979 | Frenzy                                                         | NZ13 Platin · (26 Wo.)NZ | — | — | Erstveröffentlichung: 29. August 1977   |
| 1980 | True Colours                                                   | NZ1 Platin · (82 Wo.)NZ | UK38 (8 Wo.)UK | US40 (25 Wo.)US | Erstveröffentlichung: 21. Januar 1980   |
| 1980 | The Beginning of The Enz                                       | NZ35 (3 Wo.)NZ | — | — |                                         |
| 1981 | Waiata / Corroboree                                            | NZ1 Platin · (22 Wo.)NZ | — | US45 (19 Wo.)US | Erstveröffentlichung: 1. April 1981     |
| 1982 | Time and Tide                                                  | NZ1 Platin · (32 Wo.)NZ | UK71 (1 Wo.)UK | US58 (20 Wo.)US | Erstveröffentlichung: April 1982        |
| 1982 | Enz Of an Era                                                  | NZ1 ×6Sechsfachplatin · (21 Wo.)NZ                                                                                                | — | — |                                         |
| 1983 | Conflicting Emotions                                           | NZ3 Platin · (19 Wo.)NZ | — | US137 (10 Wo.)US | Erstveröffentlichung: November 1983     |
| 1984 | See Ya ’Round                                                  | NZ5 Platin · (10 Wo.)NZ | — | — | Erstveröffentlichung: 22. November 1984 |
| 1986 | The Living Enz                                                 | NZ9 Gold · (6 Wo.)NZ | — | — |                                         |
| 1989 | History Never Repeats – The Best Of                            | NZ10 ×5Fünffachplatin · (25 Wo.)NZ                                                                                                | — | — |                                         |
| 1996 | History Never Repeats - The Best Of – 30th Anniversary Edition | NZ9 ×5Fünffachplatin · (19 Wo.)NZ                                                                                                 | — | — |                                         |
| 1997 | Spellbound                                                     | NZ17 Platin · (9 Wo.)NZ | — | — |                                         |
| 2008 | Spellbound – Tour Edition                                      | NZ20 Platin · (5 Wo.)NZ | — | — |                                         |

Weitere Alben
- 2020: True Colours: 40th Anniversary Edition (NZ: Platin)

### Singles
| Jahr | Titel Album                               | Höchstplatzierung, Gesamtwochen, AuszeichnungChartplatzierungen (Jahr, Titel, Album, Platzierungen, Wochen, Auszeichnungen, Anmerkungen) | Höchstplatzierung, Gesamtwochen, AuszeichnungChartplatzierungen (Jahr, Titel, Album, Platzierungen, Wochen, Auszeichnungen, Anmerkungen) | Höchstplatzierung, Gesamtwochen, AuszeichnungChartplatzierungen (Jahr, Titel, Album, Platzierungen, Wochen, Auszeichnungen, Anmerkungen) | Anmerkungen                             |
| Jahr | Titel Album                               | NZ | UK | US | Anmerkungen                             |
| ---- | ----------------------------------------- | --- | --- | --- | --------------------------------------- |
| 1977 | My Mistake Dizrythmia                     | NZ21 (9 Wo.)NZ | — | — | Erstveröffentlichung: August 1977       |
| 1978 | I See Red Frenzy                          | NZ27 (6 Wo.)NZ | — | — | Erstveröffentlichung: 13. November 1978 |
| 1980 | I Got You True Colours                    | NZ1 Platin · (20 Wo.)NZ | UK12 (11 Wo.)UK | US53 (11 Wo.)US | Erstveröffentlichung: 28. Januar 1980   |
| 1980 | I Hope I Never True Colours               | NZ33 (7 Wo.)NZ | — | — | Erstveröffentlichung: Mai 1980          |
| 1980 | One Step Ahead Waiata / Corroboree        | NZ5 (9 Wo.)NZ | — | — | Erstveröffentlichung: 18. November 1980 |
| 1981 | History Never Repeats Waiata / Corroboree | NZ5 (9 Wo.)NZ | UK63 (4 Wo.)UK | — | Erstveröffentlichung: 16. März 1981     |
| 1982 | Dirty Creature Time and Tide              | NZ3 (18 Wo.)NZ | — | — | Erstveröffentlichung: 15. März 1982     |
| 1982 | Six Months In a Leaky Boat Time and Tide  | NZ7 (16 Wo.)NZ | UK83 (4 Wo.)UK | — | Erstveröffentlichung: April 1982        |
| 1983 | Strait Old Line Conflicting Emotions      | NZ15 (7 Wo.)NZ | — | — | Erstveröffentlichung: Oktober 1983      |
| 1984 | Message To My Girl Conflicting Emotions   | NZ28 (5 Wo.)NZ | — | — | Erstveröffentlichung: Januar 1984       |
| 1984 | I Walk Away See Ya ’Round                 | NZ13 (9 Wo.)NZ | — | — | Erstveröffentlichung: September 1984    |